# Unione Sportiva Milanese 1926-1927
Questa pagina raccoglie i dati riguardanti l'Unione Sportiva Milanese nelle competizioni ufficiali della stagione 1926-1927.

## Rosa
| N. |                   | Ruolo | Calciatore             |
| -- | ----------------- | ----- | ---------------------- |
|    | Italia (bandiera) | A     | Amerigo Bedetti        |
|    | Italia (bandiera) | D     | Enrico Bozzi           |
|    | Italia (bandiera) | P     | Angelo Cameroni        |
|    | Italia (bandiera) | D     | Natale De Simoni (III) |
|    | Italia (bandiera) | D     | Della Casa             |
|    | Italia (bandiera) | A     | Angelo Ferrari (I)     |
|    | Italia (bandiera) | A     | Alfredo Gazzola        |
|    | Italia (bandiera) | A     | Armando Genovesi       |

| N. |                   | Ruolo | Calciatore         |
| -- | ----------------- | ----- | ------------------ |
|    | Italia (bandiera) | P     | Giussani           |
|    | Italia (bandiera) | C     | Ferruccio Maranesi |
|    | Italia (bandiera) | D     | Perucchetti        |
|    | Italia (bandiera) | A     | Ponzini            |
|    | Italia (bandiera) | A     | Luigi Recalcati    |
|    | Italia (bandiera) | A     | Arturo Robecchi    |
|    | Italia (bandiera) | A     | Guido Sacchi       |
|    | Italia (bandiera) | A     | Giuseppe Veronesi  |